# Demolition Preachin'
Demolition Preachin' es el título del primer álbum del grupo madrileño de hardcore punk Muletrain.
El grupo venía de grabar una maqueta que habían editado con No Tomorrow: Muletrain. La maqueta hizo que el «Enano Ramone», responsable del sello Beat Generation y amigo de la banda, les propusiese grabar un álbum. El grupo aceptó, ya que Beat Generation encajaba en la idea y filosofía que la banda tenía de la música.
El álbum fue prácticamente grabado en directo, en pocas tomas y sin overdubs, pues el sonido debía ser crudo y directo, como quería la banda. De hecho, los instrumentos se grabaron en un fin de semana, mientras que para las voces utilizaron días sueltos a lo largo de toda una semana. Así, el disco consiguió un sonido pesado y muy duro. Los miembros del grupo lo explicaron por la entrada de Servan (el batería) y lo rápido que se había amoldado al sonido que andaban buscando.
El álbum, muy esperado en el circuito de punk-rock underground, fue muy bien recibido, tanto por la crítica como por el público.

## Lista de canciones
1. «Black zodiac»
2. «Fist magnet»
3. «Fucked up karma»
4. «Inside»
5. «Chemical shuttle»
6. «Next level»
7. «Torn»
8. «Demolition preachin'»
9. «She's in love with black metal»
10. «Born again»
11. «Outside»
12. «Your rope»
13. «Riot hop»

## Personal
- Screamin' Mario Loco: voz y guitarra.
- Ivar: guitarra solista y coros.
- Nacho: bajo y coros.
- Servan: batería y coros.

## Músicos adicionales
- Coros en «Riot hop» y «Demolition preachin'»: Sergio, Gaspar, Enano, Eva, Pepe, Pablito, Arévalo, Pablo Riviere, Pablo Serret, Rafa, Jose, el Hormigha, Bea, Raqui, Rafi, Skaf y Grande.

## Personal técnico
- Sergio Delgado: técnico de sonido y producción.
- Gaspar: técnico de sonido y producción.
- María: fotografías.
- Skaf: fotografías.
- Grande: fotografías.
- Screamin' Mario Loco: diseño.